# Киклевич, Александр Константинович
Кикле́вич, Алекса́ндр Константи́нович (пол. Aleksander Kiklewicz; род. в 1957 году) — профессор, доктор филологических наук. Работает в Институте журналистики и социальной коммуникации Варминско-Мазурского университета в Ольштыне (University of Warmia and Mazury in Olsztyn, Poland).

## Биография
С 1975 по 1980 г. учился в филологическим факультете Белорусского государственного университета по специальности «Русский язык и литература». С 1984 по 2000 г. работал в БГУ: с 1984 г. — преподаватель, с 1991 г. — старшим преподавателем, с 1998 г. — профессором кафедры теоретического и славянского языкознания. С 1996 г. — руководитель секции польского языка, с 1999 — директором Центра филологических услуг. В 1983 г. защитил диссертацию по теме: «Семантическая классификация категория квантификации в языке и речи».
С 2000 г. работает профессором, заведующим кафедры в Поморской педагогической академии в г. Слупску (Польша). Член международной ассоциации белорусистов, Международного товарищества полонистов «Bristol», Белорусской ассоциации коммуникативной лингвистики. Основатель и редактор ежегодника «Паланістыка/ Полонистика/ Polonistyka» (издаётся с 1998).
Сфера интересов: теория и философия языка, семантика, грамматика, логичный анализ языка, речевой коммуникация, полонистика, русистика, белорусистика. Автор больше чем 200 публикаций.

## Научная работа за границей
- 1993—1994: Институт славистики университета имени К. Франца в Граце, Австрия, стипендиат Фонда поддержки научных исследований нем. Fond zur Förderung der wissenschaftlichen Forschung
- 1997—1998: Участие в работе Семинара славистики Рурского университета в Бохуме, Германия, стипендиат Фонда имени Александра Гумбольдта нем. Alexander von Humboldt Stiffung
- 1999: Институт польского языка Варшавского университета, Польша, стипендиат Фонда поддержки науки, пол. Kasa im. J.Mianowskiego — Fundacja popierania Nauki